# 黑白 (专辑)
《黑白》是香港歌手黃貫中發行第二张粵語专辑。

## 專輯介紹
《黑白》比起上一张专辑从世界各地邀来的众多客座乐手的状况来看，这张专辑就没有那么热闹了，风格也较趋统一。以黄贯中为主脑的汗，成员包括很黑人、很groovy的鼓手恭硕良；手法较唯美和爵士的吉他手夏健龍以及黄贯中的多年好友-LMF的贝斯手麥文威。带着英式摇滚曲风的音乐中展现了黄贯中特有的忧郁美学。

## 曲目
1. 初哥
2. Lady
3. 深紫色高踭鞋
4. 爆
5. 自由人(獨唱版)
6. 離開我吧
7. 憂書
8. 自由人(合唱：譚詠麟)
9. 你懂不懂